# Limbach (Sassonia)
Limbach è un comune di 1.546 abitanti della Sassonia, in Germania.
Appartiene al circondario (Landkreis) del Vogtland (targa V) ed è parte della comunità amministrativa (Verwaltungsgemeinschaft) di Netzschkau-Limbach.